# 1194

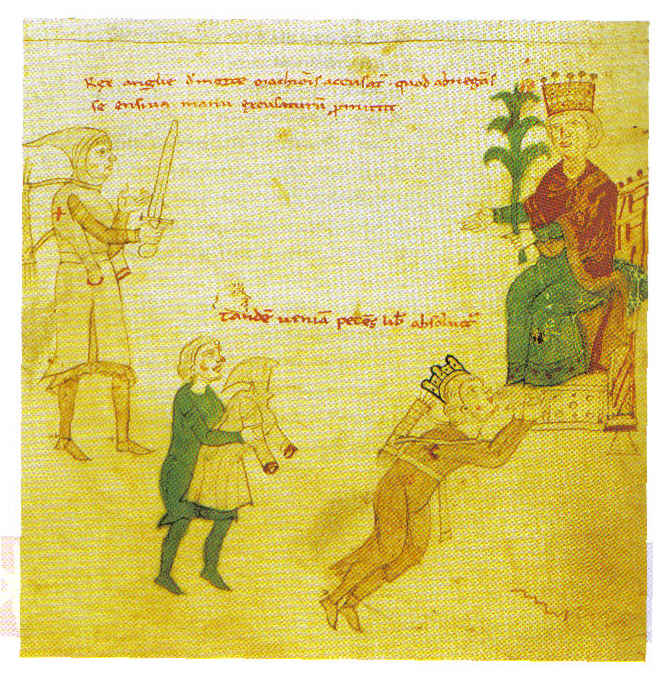
Richard Leeuwenhart onderwerpt zich aan keizer Hendrik VI

Het jaar 1194 is het 94e jaar in de 12e eeuw volgens de christelijke jaartelling.

## Gebeurtenissen
februari
- 2 - Keizer Hendrik VI laat Richard Leeuwenhart weer vrij, maar slechts nadat deze hem een hoog losgeld heeft betaald en hem als leenheer heeft erkend.

juni
- juni - Bonifatius I van Monferrato wordt door keizer Hendrik VI van het Heilig Roomse Rijk benoemd tot een van de leiders van zijn militaire expeditie naar Sicilië.

november
- 20 - Keizer Hendrik VI verovert Palermo. Hij laat de jonge koning Willem III van Sicilië arresteren, castreren en blind maken.

december
- 25 - Constance en haar echtgenoot keizer Hendrik VI worden tot koningin en koning van Sicilië gekroond.

zonder datum
- Slag bij Arcadiopolis: De Bulgaren boeken een grote overwinning op de Byzantijnen.
- Bohemund III van Antiochië wordt gevangengenomen door Leo II van Armenië. Hendrik I van Jeruzalem bemiddelt. Bohemund geeft zijn aanspraken op Armenië op.
- Koning Filips II van Frankrijk neemt het graafschap Aumale in.
- De Gele Rivier verlegt zijn loop naar de Huai He. De ophoping van modder aan de mond van de Huai He veroorzaakt overstromingen.
- De kathedraal van Chartres wordt verwoest door brand. Begin van de bouw van de huidige kathedraal, het grootste en hoogste bouwwerk dat het Westerse christendom tot dan toe had voortgebracht.
- Sangerhausen krijgt stadsrechten.
- Siardus wordt abt van Mariëngaarde.
- Oudst bekende vermelding: 't Hof

## Opvolging
- Auvergne - Robert IV opgevolgd door zijn zoon Willem IX
- Carcassonne - Roger II Trencavel opgevolgd door zijn zoon Raimond-Roger Trencavel
- China (Song-dynastie) - Song Guangzong opgevolgd door zijn zoon Song Ningzong
- Cyprus - Guy van Lusignan opgevolgd door zijn broer Amalrik
- Loon - Gerard van Loon opgevolgd door zijn zoon Lodewijk II van Loon
- Manipur - Hemtou Iwaan Thaaba opgevolgd door Thawaan Thaba
- Mazovië - Casimir II van Polen opgevolgd door zijn zoon Leszek I
- Moravië-Brno - Wladislaus Hendrik opgevolgd door Spytihněv
- Moravië-Znaim - Wladislaus Hendrik opgevolgd door Hendrik Břetislav van Bohemen
- Navarra - Sancho VI opgevolgd door zijn zoon Sancho VII
- Oostenrijk - Leopold V opgevolgd door zijn zoon Frederik I
- Polen - Casimir II opgevolgd door zijn zoon Leszek I
- Sicilië - Tancred opgevolgd door zijn zoon Willem III, op diens beurt opgevolgd (kroning 25 december) door diens tante Constance en haar echtgenoot keizer Hendrik VI
- Tempeliers (grootmeester) - Gilbert Erail in opvolging van Robert de Sablé
- Toulouse en Rouergue - Raymond V opgevolgd door zijn zoon Raymond VI
- Vlaanderen - Margaretha van de Elzas en Boudewijn de Moedige opgevolgd door hun zoon Boudewijn IX
- Württemberg - Hartman I opgevolgd door

## Afbeeldingen

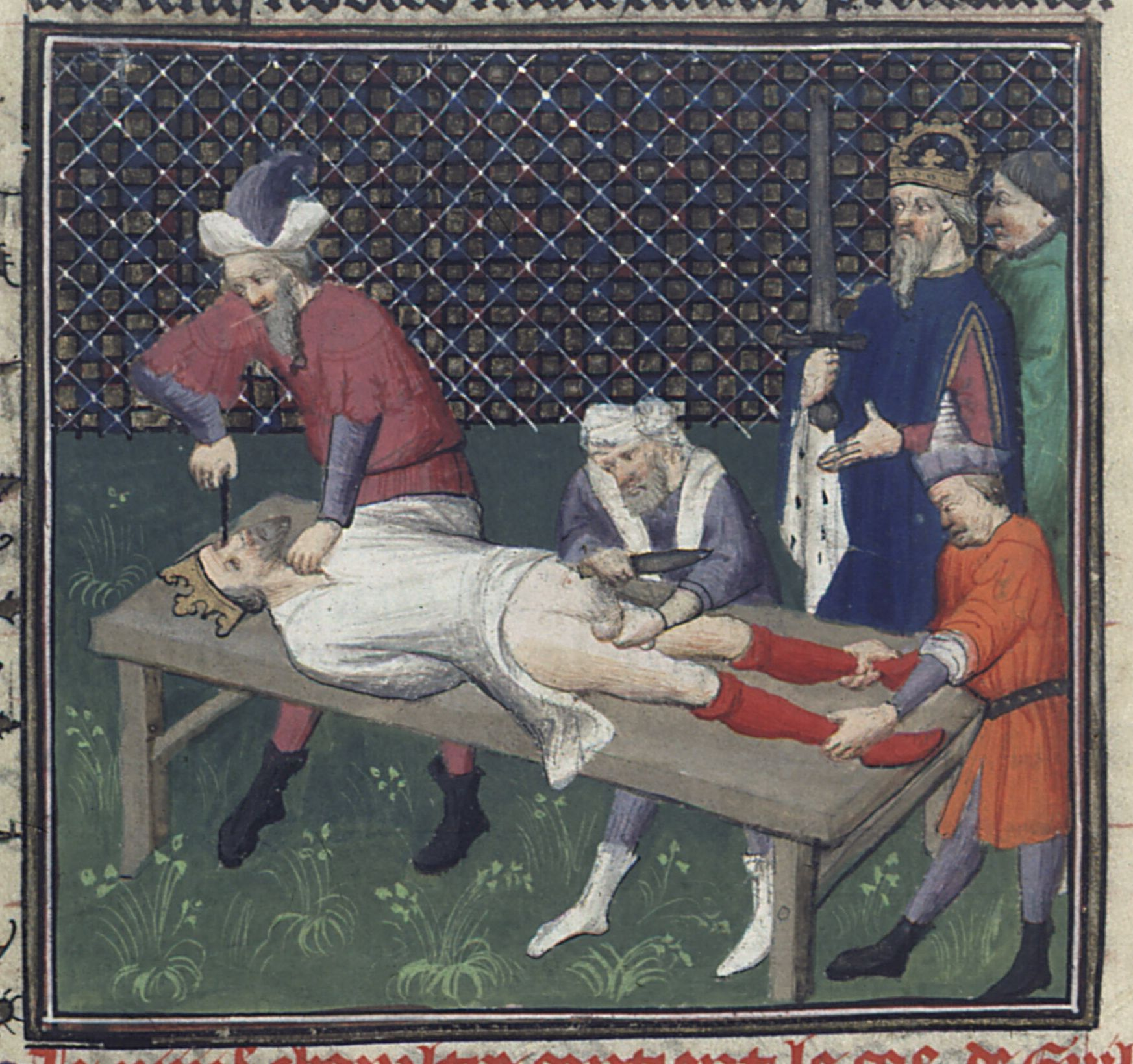
Willem III van Sicilië wordt gecastreerd en de ogen uitgestoken
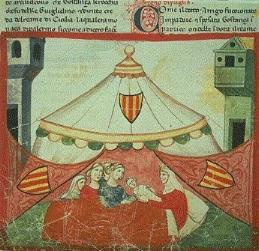
Geboorte van Frederik II
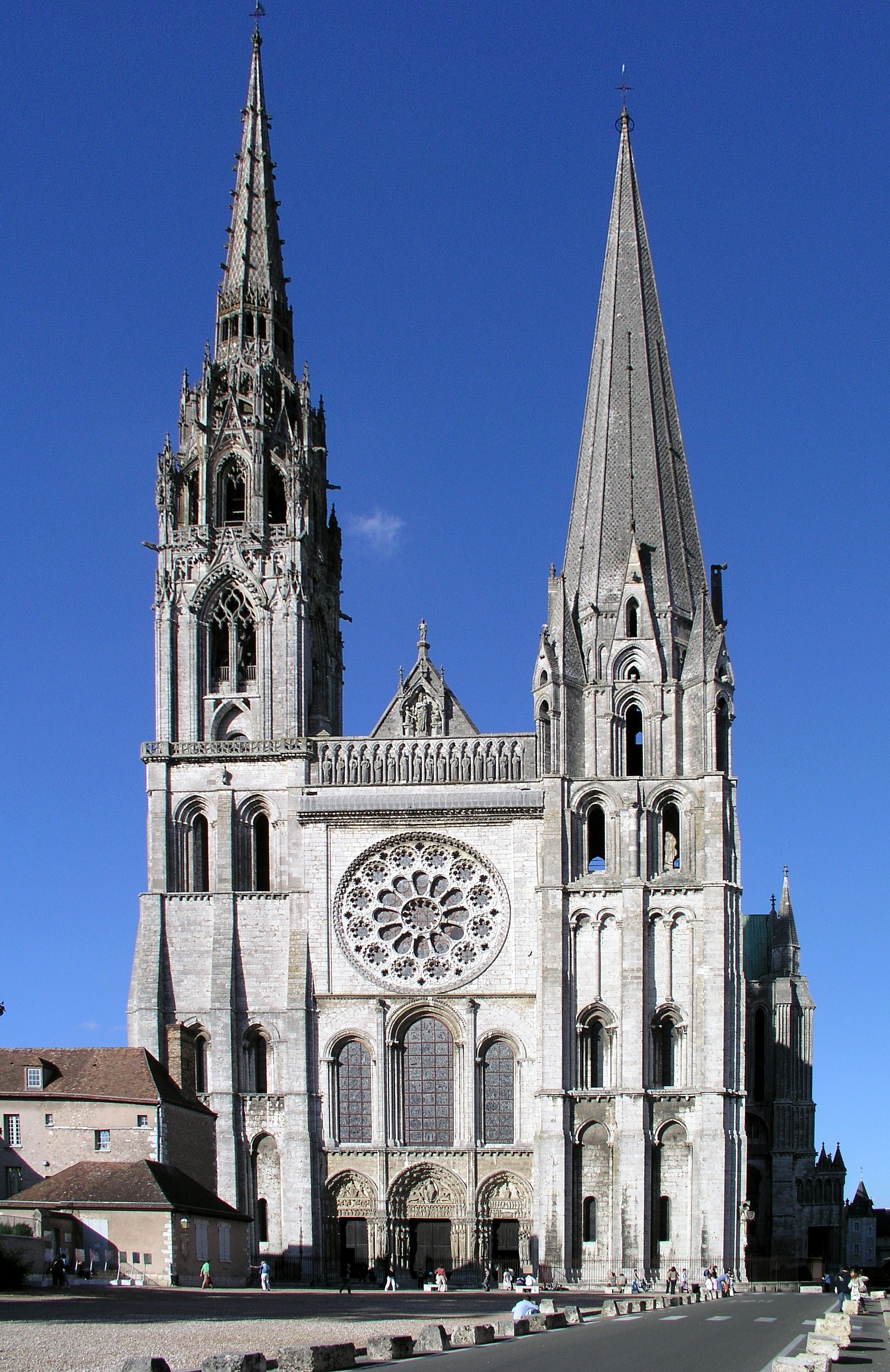
Kathedraal van Chartres
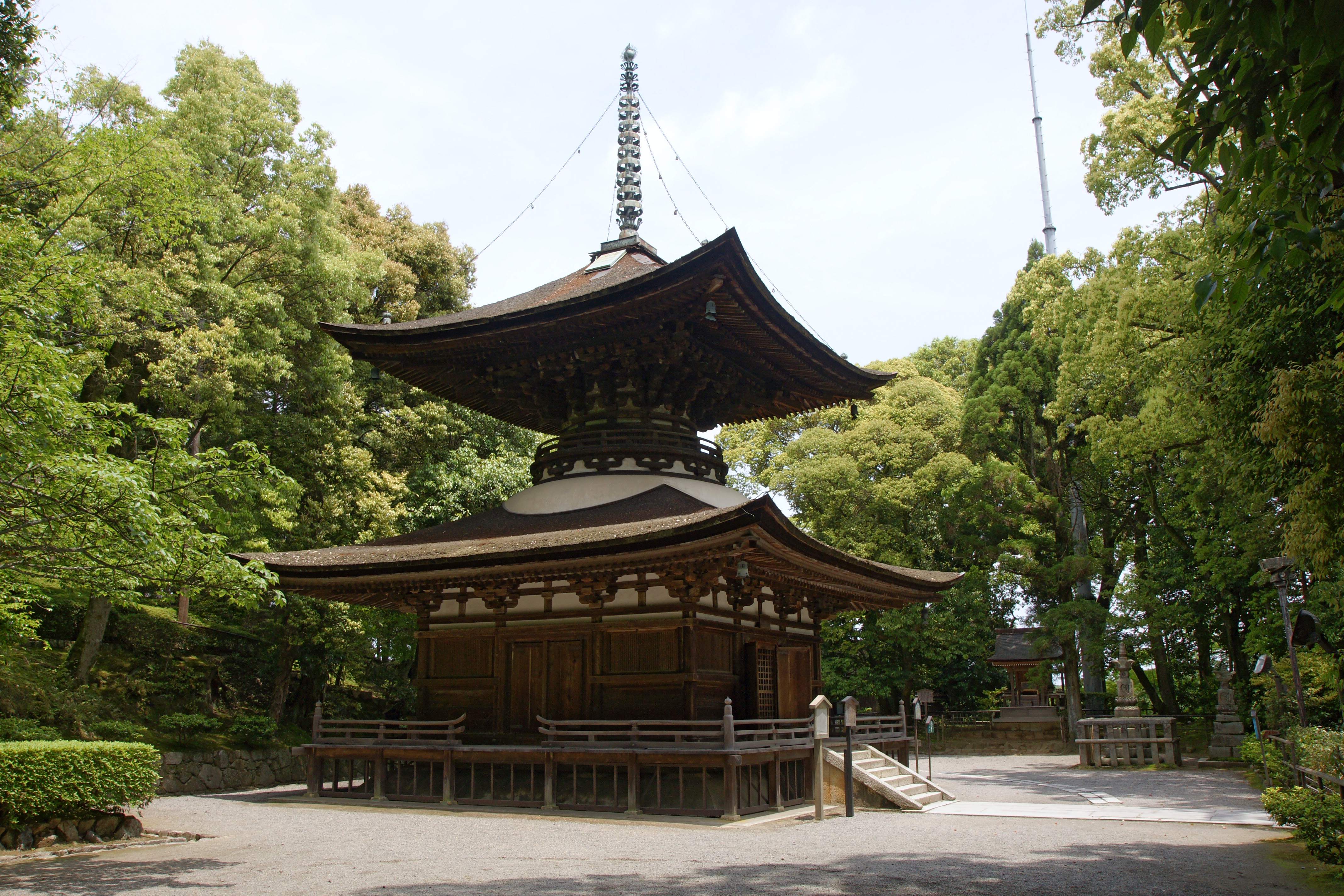
Pagode van Ishiyama-dera, Otsu, Japan (gebouwd 1194)

## Geboren
- 26 december - Frederik II, koning en keizer van Duitsland (1215/1220-1250) en koning van Sicilië (1198-1250)
- Lý Huệ Tông, keizer van Vietnam (1211-1224)
- Nachmanides, Joods-Spaans filosoof en schriftgeleerde
- Clara van Assisi, Italiaans kloosterstichtster (jaartal bij benadering)
- Hugo I, koning van Cyprus (1205-1218) (jaartal bij benadering)
- Margaretha, markgravin van Namen (jaartal bij benadering)
- Otto van Gelre, bisschop van Utrecht (jaartal bij benadering)

## Overleden
- 20 februari - Tancred, koning van Sicilië
- maart - Roger II Trencavel, Frans/Aragonees edelman
- 5 mei - Casimir II (~55), groothertog van Polen
- 27 juni - Sancho VI (~62), koning van Navarra (1150-1194)
- 18 juli - Guy van Lusignan, koning van Jeruzalem (1186-1190/1192), heer van Cyprus (1192-1194)
- 15 november - Margaretha van de Elzas (~49), gravin van Vlaanderen (1191-1194)
- 31 december - Leopold V (37), hertog van Oostenrijk (1177-1194) en Stiermarken (1192-1194)
- Gerard, graaf van Loon
- Lotharius van Hochstaden, Duits geestelijke en staatsman, prins-bisschop van Luik (1192-1193)
- Raymond V, graaf van Toulouse
- Robert IV, graaf van Auvergne
- Robert de Brus, Schots edelman
- Rogier III, medekoning van Sicilië
- Sigurd Magnusson, tegenkoning van Noorwegen
- Song Xiaozong (~67), keizer van Song-China (1162-1189)
- Hugo van Boinneveaux, Frans abt (jaartal bij benadering)